# Рила
Ри́ла (болг. Рила, Рила-Планина) — горный массив в юго-западной Болгарии.
Высочайшая точка массива — гора Мусала (2925 м) — высочайшая гора Болгарии и Балканского полуострова.
Горы сложены древними кристаллическими и метаморфическими породами, до высоты 2000 м над уровнем моря склоны гор покрывают смешанные леса (бук, дуб, хвойные), выше — альпийские луга с небольшими ледниковыми озёрами (Семь Рильских озёр, Марицкие озёра, Чернополянские озёра). Массив является источником рек, крупнейшие из них — Искыр, Марица, Места. Рила — крупнейший болгарский водораздел Эгейского и Чёрного морей. На пиках большинство дней в году температура ниже 0°С.
Развиты лесозаготовки и пастбищное животноводство. Большую часть массива занимает национальный парк.
В горах развит туризм — альпинизм, горнолыжный спорт и др. Кроме того, в Риле расположено несколько крупных курортов с минеральными источниками, самый известный — Боровец.
В юго-западной части массива находится основанный в X веке Рильский монастырь, входящий во Всемирное наследие ЮНЕСКО, также популярный у туристов. В южной части в селе Добырско есть церковь Святых Фёдора Тирона и Фёдора Стратилата, датирующаяся от 1614 г.

## Галерея

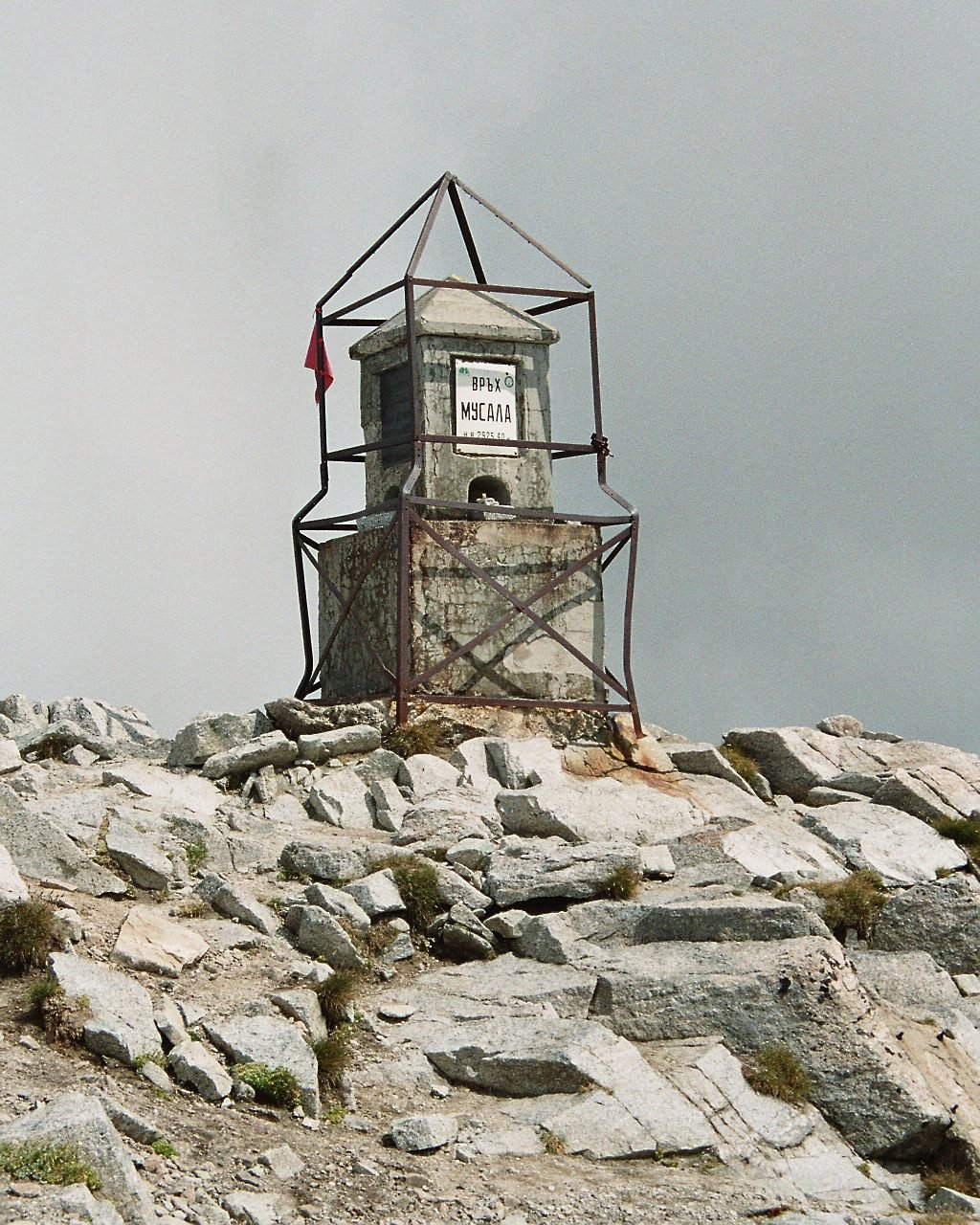
Памятник на горе Мусала
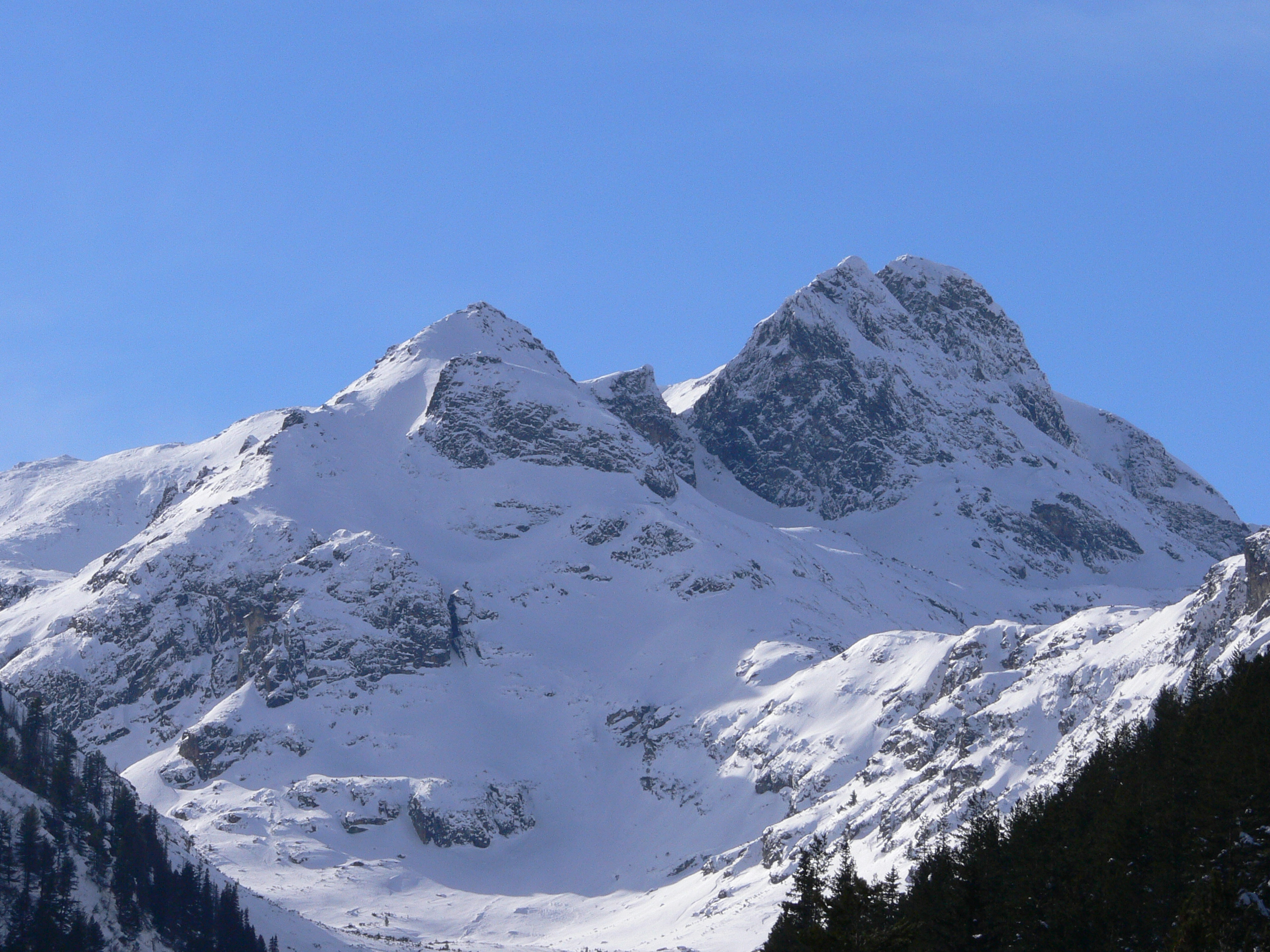
Гора Мальовица зимой
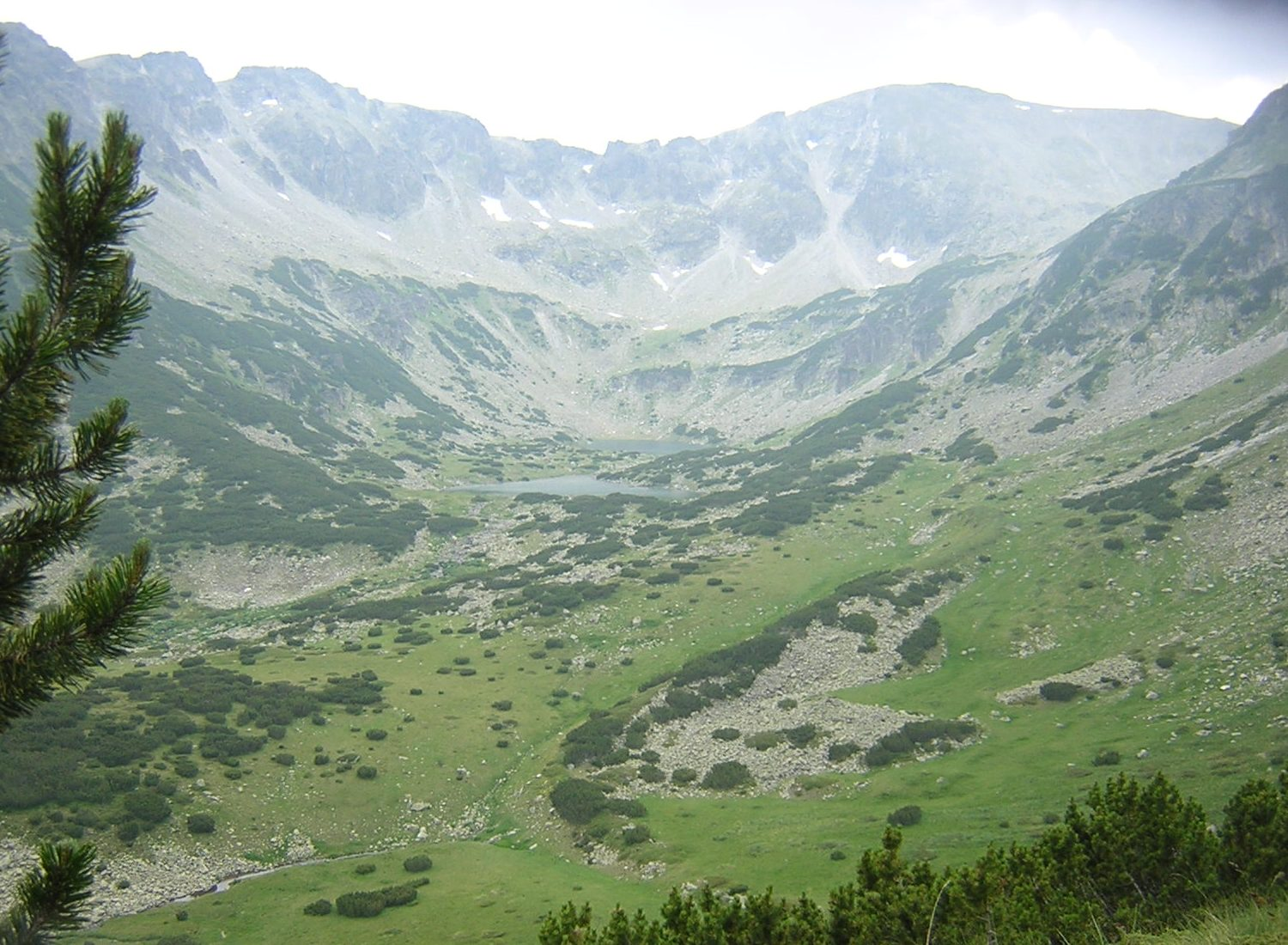
Истоки реки Марица
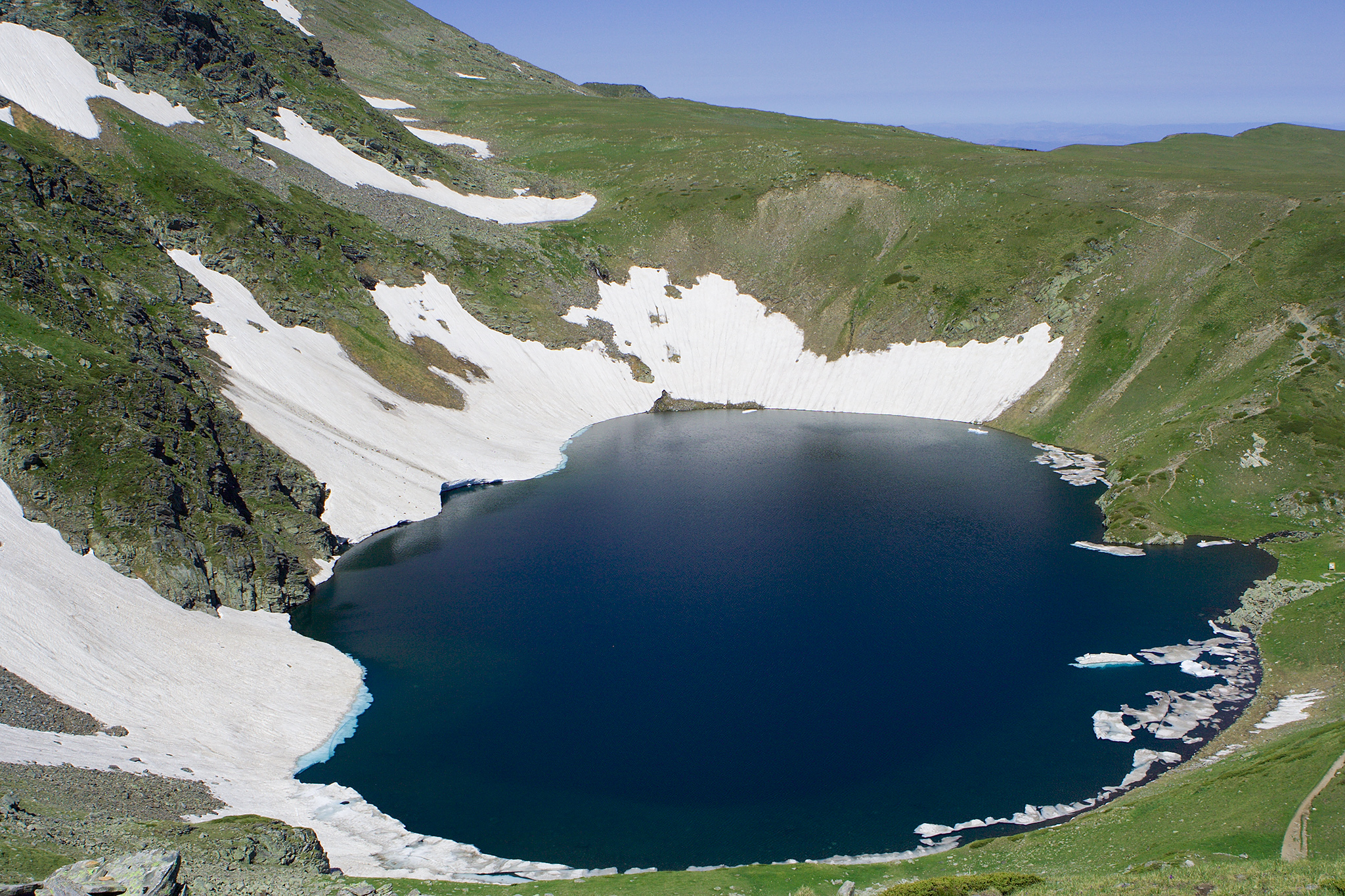
Одно из Семи Рильских озёр